# Shākheh-ye Ghānem
Shākheh-ye Ghānem (persiska: Shākheh, شاخه غانم) är en ort i Iran.   Den ligger i provinsen Khuzestan, i den centrala delen av landet, 600 km söder om huvudstaden Teheran. Shākheh-ye Ghānem ligger 9 meter över havet och antalet invånare är 126.
Terrängen runt Shākheh-ye Ghānem är mycket platt. Runt Shākheh-ye Ghānem är det ganska tätbefolkat, med 54 invånare per kvadratkilometer. Närmaste större samhälle är Shādegān, 11,6 km sydväst om Shākheh-ye Ghānem. Trakten runt Shākheh-ye Ghānem är ofruktbar med lite eller ingen växtlighet.